# В’язовка (Кстовський район)
В’язовка (рос. Вязовка) — село в Кстовському районі Нижньогородської області Російської Федерації.
Населення становить 1495 осіб. Входить до складу муніципального утворення Ближнеборисовська сільрада.

## Історія
Від 2009 року входить до складу муніципального утворення Ближнеборисовська сільрада.

## Населення
| 2002 | 2010  |
| ---- | ----- |
| 1270 | ↗1495 |